# Woestijnnachthagedis
De woestijnnachthagedis (Xantusia vigilis) is een hagedis uit de familie nachthagedissen (Xantusiidae).

## Naamgeving
De soort werd voor het eerst wetenschappelijk beschreven door Spencer Fullerton Baird in 1758. De soort wordt ook wel yukkahagedis genoemd. De wetenschappelijke soortaanduiding vigilis komt uit het Latijn en betekent waakzaam of alert.

## Uiterlijke kenmerken
De kleur is donker tot lichtbruin met op de rug kleine zwarte vlekjes en op de staart en rug ook gele en blauwe vlekjes. De kop is meestal gelig en heeft aan beide zijden een lichte, vaak gele streep die vlak achter de ogen begint en doorloopt tot iets achter de nek. De jongen hebben een camouflagekleur. De ogen zijn geel tot oranje gekleurd en de pupillen zijn verticaal, maar omdat er een zwarte horizontale oogstreep door de iris loopt, lijken ze een kruisachtige pupil te hebben.
De woestijnnachthagedis bereikt een lichaamslengte van 7,6 tot 12,7 centimeter inclusief de staart die ongeveer de helft van de lichaamslengte beslaat. Volwassen exemplaren wegen ongeveer 1,5 gram.
Het lichaam is slank, zowel het lichaam als de kop zijn duidelijk afgeplat. Op de kop zijn vergrote schubben aanwezig, de schubben op de rug zijn klein en korrelig.

## Levenswijze
Vroeger dacht men dat deze hagedissen nachtdieren waren vanwege de wat grotere ogen en het feit dat ze maar zelden overdag werden aangetroffen. Het bleek echter dat deze soort zoals alle nachthagedissen wel overdag actief is, maar geen zonnebad neemt zoals veel andere hagedissen. Alleen op warme zomerdagen kan de hagedis 's nachts worden aangetroffen, meestal is het dier in de schemering actief. De woestijnnachthagedis niet erg snel zoals bij andere hagedissen het geval is omdat de lichaamstemperatuur altijd gelijk is aan de wat koelere plaatsen waar het dier zich ophoudt.
Op het menu staan insecten en hun larven en ook spinnen worden gegeten. Er is een voorkeur voor kevers en mieren.

## Verspreiding en habitat

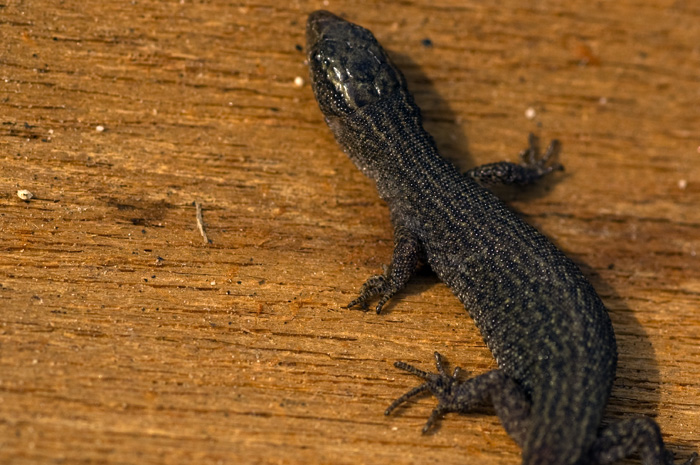
Bovenaanzicht

De woestijnnachthagedis komt voor in delen van Noord-Amerika en leeft in de landen Mexico en de Verenigde Staten. In Mexico komt de soort voor in de staten Sonora en Baja California en in de VS is de hagedis te vinden in de staten Arizona, Californië, Nevada en Utah. Daarnaast komt de hagedis ook voor op het voor de kust van Californië gelegen eiland Santa Catalina Island, maar hier is de soort waarschijnlijk geïntroduceerd. De soort is aangetroffen van zeeniveau tot een hoogte van meer dan 2800 meter boven zeeniveau.
De habitat bestaat uit de wortels van yucca-achtige bomen zoals Yucca brevifolia, in het Engels bekend als de "Joshua's tree", maar ook andere boomsoorten. Daarnaast worden holen van bosratten gebruikt om in te schuilen. De hagedis leeft in relatief dorre, woestijnachtige gebieden waar het erg droog is; in de waterbehoefte wordt voorzien door 's ochtends dauwdruppels op te likken.

## Voortplanting
De woestijnnachthagedis is levendbarend; er worden geen eieren afgezet maar de jongen komen volledig ontwikkeld ter wereld. De hagedissen leven in familieverband: jongen en hun beide ouders schuilen in de winter op dezelfde plaats. Jongen doen dit tot 4 jaar lang. Ze zorgen wel voor hun eigen voedsel. Een worp telt gewoonlijk 2 jongen.
De vrouwtjes worden zwanger in juni of juli en hangt af van de weersomstandigheden. De jongen worden geboren in augustus tot oktober, per worp komen een tot drie jongen ter wereld. De woestijnnachthagedis bereikt een maximale leeftijd van acht tot tien jaar.